# Jørgen Reenberg
Jørgen Reenberg (født 8. november 1927 på Frederiksberg, død 9. november 2023) var en dansk skuespiller.
Han debuterede på film i Tre år efter fra 1948, og hans sidste film var Jeg er Dina fra 2002. Han havde sit virke på Det Kongelige Teater og spillede så forskellige roller som Horace i Fruentimmerskolen (Molière), Albert Ebbesen i Elverhøj (Heiberg), Meyer og Gamle Levin i Indenfor Murene (Nathansen) og admiralen i H.M.S. Pinafore (Gilbert og Sullivan).
Han fik i 2006 en Reumert for bedste mandlige hovedrolle, vekselerer Levin i Indenfor murene på Det Kongelige Teater i 2005.
I 1997 blev han Kommandør af Dannebrogordenen, og 1998 fik han Ingenio et arti

## Udvalgt filmografi
- Fodboldpræsten – 1951
- Far til fire – 1953
- Ild og jord - 1954
- Ingen tid til kærtegn – 1957
- Seksdagesløbet – 1958
- Flemming og Kvik – 1960
- Skibet er ladet med - 1960
- Tine – 1964
- Græsrødderne - 1998
- Jeg er Dina - 2002